# Kobylí hlava
Kobylí hlava este o arie protejată (arie specială de conservare — SAC, sit de importanță comunitară — SCI) din Republica Cehă întinsă pe o suprafață de 3,38 ha, integral pe uscat.

## Localizare
Centrul sitului Kobylí hlava este situat la coordonatele 48°57′23″N 17°31′33″E / 48.956389°N 17.525833°E.

## Înființare
Situl Kobylí hlava a fost declarat sit de importanță comunitară în aprilie 2005 pentru a proteja 1 specie de plante. Situl a fost protejat și ca arie specială de conservare în iulie 2012.

## Biodiversitate
Situată în ecoregiunea continentală, aria protejată nu include niciun habitat protejat.
La baza desemnării sitului se află o specie protejată de  plante: Echium russicum.